# Болдуин, Роджер
Роджер Нэш Болдуин (англ. Roger Nash Baldwin, 21 января 1884 — 26 августа 1981) — один из основателей Американского союза гражданских свобод (ACLU). Занимал пост исполнительного директора ACLU до 1950 года.
Многие из первых знаковых судебных дел ACLU проходили под его руководством, в том числе процесс Скоупса, процесс по делу об убийстве Сакко и Ванцетти, а также оспаривание запрета на «Улисса» Джеймса Джойса. Болдуин был известным пацифистом и писателем.

## Жизнь и карьера
Болдуин родился в Уэлсли, штат Массачусетс, США, в семье Люси Кушинг (Нэш) и Фрэнка Фенно Болдуина. Он получил степени бакалавра и магистра в Гарвардском университете. Впоследствии переехал в Сент-Луис по совету Луи Брандиса. Преподавал социологию в Университете Вашингтона в Сент-Луисе, был социальным работником и стал главным инспектором по условно-досрочным освобождениям суда Сент-Луиса по делам несовершеннолетних. Тогда же он написал в соавторстве с Бернардом Флекснером труд «Суды по делам несовершеннолетних и испытательный срок». Книга стала очень влиятельной в свое время и отчасти легла в основу общественной репутации Болдуина.

### Карьера
Болдуин был членом Американского союза против милитаризма против участия Америки в Первой мировой войне. После принятия Закона о призыве на воинскую службу 1917 года (Service Act of 1917) Болдуин призвал Американский союза против милитаризма создать юридическое подразделение для защиты прав отказников от военной службы по убеждениям. 1 июля 1917 года Американский союз создал Бюро гражданских свобод во главе с Болдуином. 1 октября 1917 года Бюро гражданских свобод отделилось от Американского союза против милитаризма, переименовав себя в Национальное бюро гражданских свобод с Болдуином в качестве директора. В 1920 году Национальное бюро гражданских свобод было переименовано в Американский союз гражданских свобод, а Болдуин стал первым исполнительным директором ACLU.
Между тем, 30 октября 1918 года, Болдуин как отказник от военной службы по убеждениям, отказавшийся даже зарегистрироваться для призыва, пройти медицинское обследование или согласиться на альтернативную службу в сельском хозяйстве, был приговорен Федеральным судом Нью-Йорка к году тюремного заключения.
Будучи директором ACLU, Болдуин сыграл важную роль в формировании первоначального характера ассоциации; именно под руководством Болдуина ACLU провел некоторые из своих самых известных дел, включая процесс Скоупса, процесс по делу об убийстве Сакко и Ванцетти, а также оспаривание запрета на распространение «Улисса» Джеймса Джойса. Болдуин ушел из руководства ACLU в 1950 году, но оставался активным в политике до конца своей жизни. Он стал соучредителем Международной лиги прав человека, которая сейчас известна как International League for Human Rights.
В Сент-Луисе Болдуин находился под сильным влиянием радикального социального движения анархистки Эммы Гольдман. Он присоединился к профсоюзной организации «Индустриальные рабочие мира». Роджер Болдуин курировал, документировал и финансировал большое количество дел защиты членов «Индустриальных рабочих мира» и расследований на всей территории Соединенных Штатов. Полностью доступный архив его переписки с отделениями Индустриальных рабочие мира, следователями и адвокатами был опубликован Принстонской библиотекой рукописей Мадда.
В 1927 году он посетил Советский Союз и написал книгу «Свобода при Советах» (Liberty Under the Soviets). Однако позже, по мере того, как появлялось все больше и больше информации о режиме Сталина в Советском Союзе, Болдуин все больше разочаровывался в коммунизме и в 1953 году назвал книгу «НОВОЕ РАБСТВО» (в оригинале названия все буквы заглавные). Он осудил «бесчеловечную тиранию коммунистического полицейского государства и принудительный труд». В 1940-х годах Болдуин возглавил кампанию по чистке ACLU от коммунистов.
В 1947 году генерал Дуглас Макартур пригласил его в Японию, чтобы способствовать развитию гражданских свобод в этой стране. В Японии он основал Японский союз гражданских свобод. Японское правительство наградило его Орденом Восходящего Солнца. В 1948 году его с аналогичными целями пригласили Германия и Австрия. В 1951 году он был избран членом Американской академии искусств и наук.

### Поздние годы
В 1968 году Вашингтонский университет присвоил Болдуину звание почетного доктора права.
16 января 1981 года Президент Джимми Картер наградил Болдуина Президентской медалью Свободы.

### Кончина и наследие
Болдуин проживал в Окленде, штат Нью-Джерси. Он умер от сердечной недостаточности 26 августа 1981 года в больнице The Valley Hospital в Риджвуде, штат Нью-Джерси.
Он является героем документального фильма Джона Г. Эвилдсена 1982 года «Путешествие с надеждой» (Traveling Hopefully).

## Труды

### Книги и брошюры
- Juvenile Courts and Probation. With Bernard Flexner. New York: The Century Company, 1914.
- Liberty Under the Soviets. New York: Vanguard Press, 1928.
- Civil Liberties and Industrial Conflict. With Clarence B. Randall. Cambridge, MA: Harvard University Press, 1938.
- The Rights of Man are Worth Defending. With Pauli Murray. New York: League For Adult Education, 1942.
- Democracy in Trade Unions: A Survey, with a Program of Action. New York, American Civil Liberties Union, 1943.
- Human Rights: World Declaration and American Practice New York, Public Affairs Committee, 1950.
- A New Slavery: Forced Labor: The Communist Betrayal of Human Rights. New York, Oceana Publications, 1953.

### Статьи
- «Freedom in the USA and the USSR,» New York: Soviet Russia Today, 1934.
- "Liberalism and the United Front, " in Irving Talmadge (ed.), Whose revolution? A Study of the Future Course of Liberalism in the United States, edited by Irving Talmadge New York: Howell, Soskin, 1941.
- "The Making of a Reformer: The Roger Baldwin Story: A Prejudiced Account by Himself, " in Woody Klein, Liberties Lost: The Endangered Legacy of the ACLU. Westport, CT: Praeger Publishers, 2006.

### Редакции книг
Peter Kropotkin, Revolutionary Pamphlets: A Collection of Writings. New York: Vanguard Press, 1927.